# Hans Hugenholtz

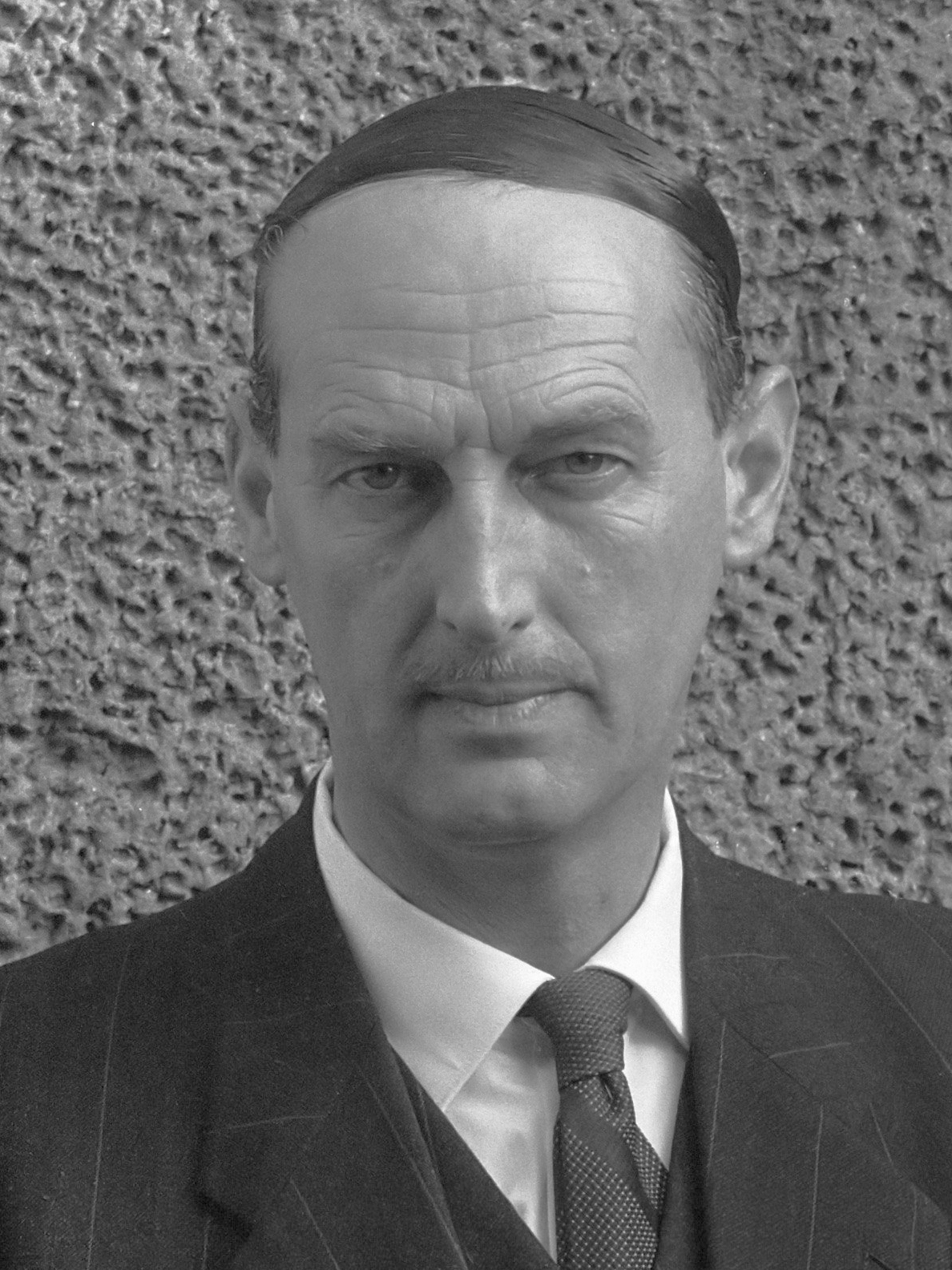
Hans Hugenholtz (1961)

Hans Hugenholtz (* 31. Oktober 1914 als Johannes Bernhardus Theodorus Hugenholtz im Westervelder Ortsteil Vledder; † 25. März 1995 im Zandvoorter Gemeindeteil Bentveld), auch bekannt als John Hugenholtz, war ein niederländischer Planer von Motorsport-Rennstrecken und lange Zeit auch Streckendirektor des Circuit Park Zandvoort. Eine Kurve dieser Strecke, die Hugenholtzbocht, ist nach ihm benannt. Er entwarf unter anderem die Formel-1-Rennstrecken von Nivelles-Baulers in Belgien, Suzuka (Japan), Zolder (Belgien) und Jarama (Spanien) sowie das Hockenheimring-Motodrom. Außerdem gilt er als Pionier der Sicherheitstechnik im Motorsport, weil er zuerst „Fangzäune“ auf den Strecken einsetzte und schon Ende der 1960er-Jahre Auslaufzonen einplante.

## Leben

Die erste, unter anderem von Hugenholtz entworfene 4,193 km lange Streckenführung von Zandvoort.

Hugenholtz fuhr bereits als junger Mann Amateur-Motorradrennen und gründete nach der Oberschule und während seines Studiums der Rechtswissenschaften in Utrecht 1936 den Nederlandse Auto Race Club („Niederländischer Auto-Rennclub“). Hier fungierte er bis 1947 als Sekretär. Das Studium hatte er kriegsbedingt abbrechen müssen und begann seine berufliche Laufbahn ab 1945 als Journalist für verschiedene niederländische Zeitungen, in denen er unter anderem über Motorsport, Verkehr und Technik schrieb. Beim Umbau einer bereits seit 1939 bestehenden temporären Rennstrecke in den Dünen von Zandvoort plante Hugenholtz große Teile der knapp 4,2 km langen permanenten Streckenführung, die im August 1948 erstmals befahren wurde. Von 1949 bis 1974 war er Direktor des Kurses, teilweise parallel dazu (von 1949 bis 1970) auch Fremdenverkehrsdirektor der Stadt Zandvoort. 1951 gründete Hugenholtz in Paris die Association Internationale de Circuits Permanent, eine inzwischen nicht mehr bestehende weltweite Vereinigung von Betreibern permanenter Motorsport-Rennstrecken.
Seine Leidenschaft für historische Automobile bewies er 1956 als Mitbegründer und zeitweiliger Präsident des niederländischen Pionier Automobil Club (PAC), der wiederum 1966 einer der Pfeiler für die Gründung des Internationalen Automobilveteranen-Verbandes Fédération Internationale des Voitures Anciennes (FIVA) war. Unter dem Namen John Hugenholtz nahm er häufig als Fahrer bei Rennveranstaltungen mit historischen Fahrzeugen teil.
Hugenholtz starb im Alter von 80 Jahren an den Folgen von schweren Verletzungen, die er sich am 10. Januar 1995 bei einem Autounfall in der Nähe von Zandvoort zugezogen hatte. Seine Frau Marianne Sophie van Rheineck Leyssius war noch an der Unfallstelle gestorben.
Sein Sohn Hans Hugenholtz jun. (* 1950) war Rennfahrer, unter anderem mit einer Dodge Viper in der FIA-GT-Meisterschaft (offiziell wie früher sein Vater unter dem Namen John Hugenholtz), und ist seit August 2007 Vorstandsvorsitzender der niederländischen Sportwagenmanufaktur Spyker Cars.